# New York Philharmonic
De New York Philharmonic is een Amerikaans symfonieorkest in New York, dat opgericht is in 1842, aanvankelijk onder de naam Philharmonic Symphony Society. Het orkest behoort tot de oudste orkesten van de wereld, en is het oudste orkest van de VS. Het orkest wordt traditioneel tot de Big Five gerekend.
In 1928 fuseerde de Philharmonic Symphony Society met haar concurrent, het New York Symphony Orchestra, tot de Philharmonic-Symphony Orchestra of New York, welke later werd hernoemd tot New York Philharmonic.
Nadat het orkest in 1962 zijn concerten verplaatste van de Carnegie Hall naar de Avery Fisher Hall (Lincoln Center), steekt van tijd tot tijd de discussie weer op of het orkest niet moet terugkeren naar de Carnegie Hall.
Op langspeelplaten (met name op het label Everest) werd het orkest in de jaren 50 en 60 soms Stadium Symphony Orchestra of New York genoemd, als gevolg van afspraken over de opnames.
Het New York Philharmonic staat bekend als politiek "wegbereider". Zo speelde het orkest ten tijde van de Koude Oorlog in 1959 en 1976 in Moskou. Op 26 februari 2008 speelde het orkest in de Noord-Koreaanse hoofdstad Pyongyang. Dit concert werd rechtstreeks uitgezonden op de Noord-Koreaanse radio en televisie, en tevens op CNN. Omdat dit het eerste optreden van een Amerikaans orkest is in de communistische volksrepubliek, werd dit concert als historisch aangemerkt.

## Dirigenten
Toekomstig

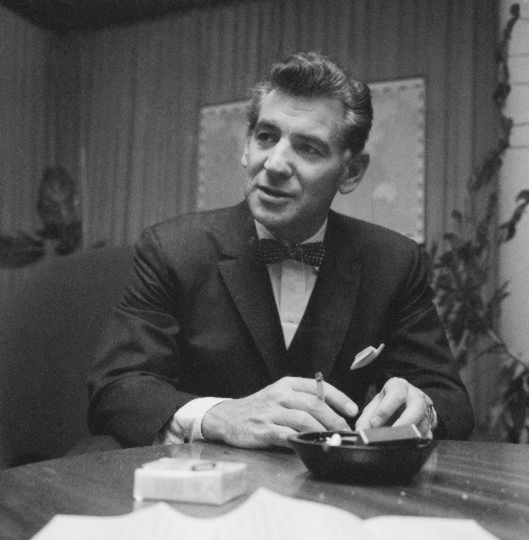
Leonard Bernstein

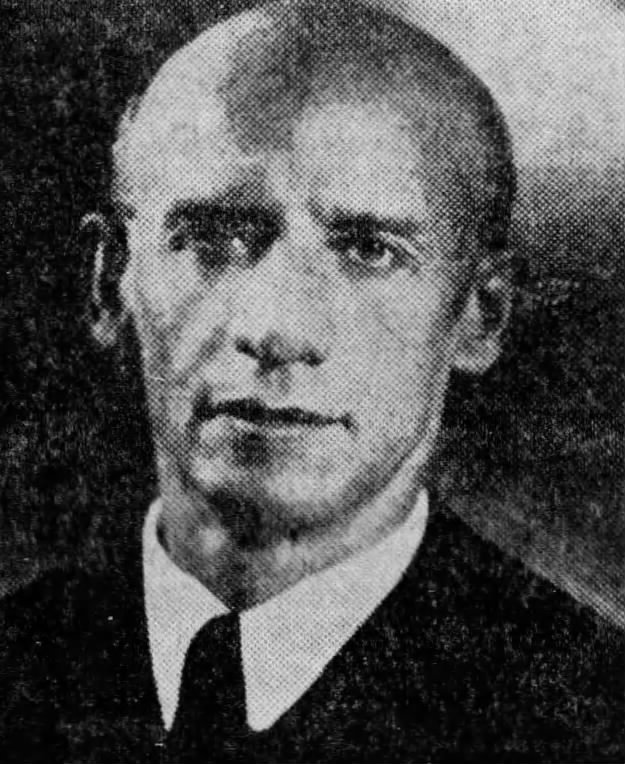
Dimitri Mitropoulos

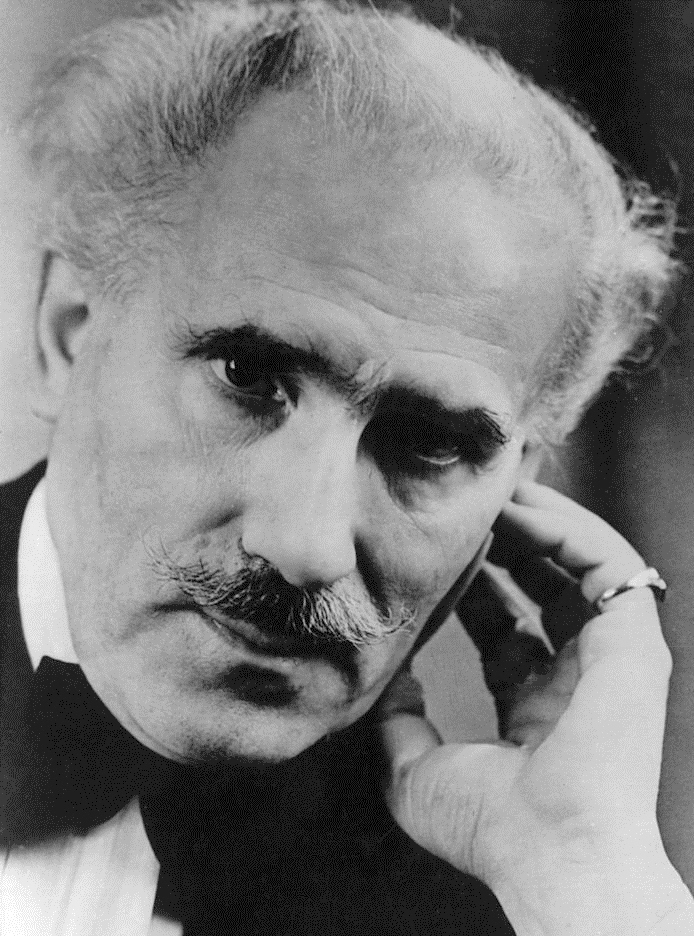
Arturo Toscanini

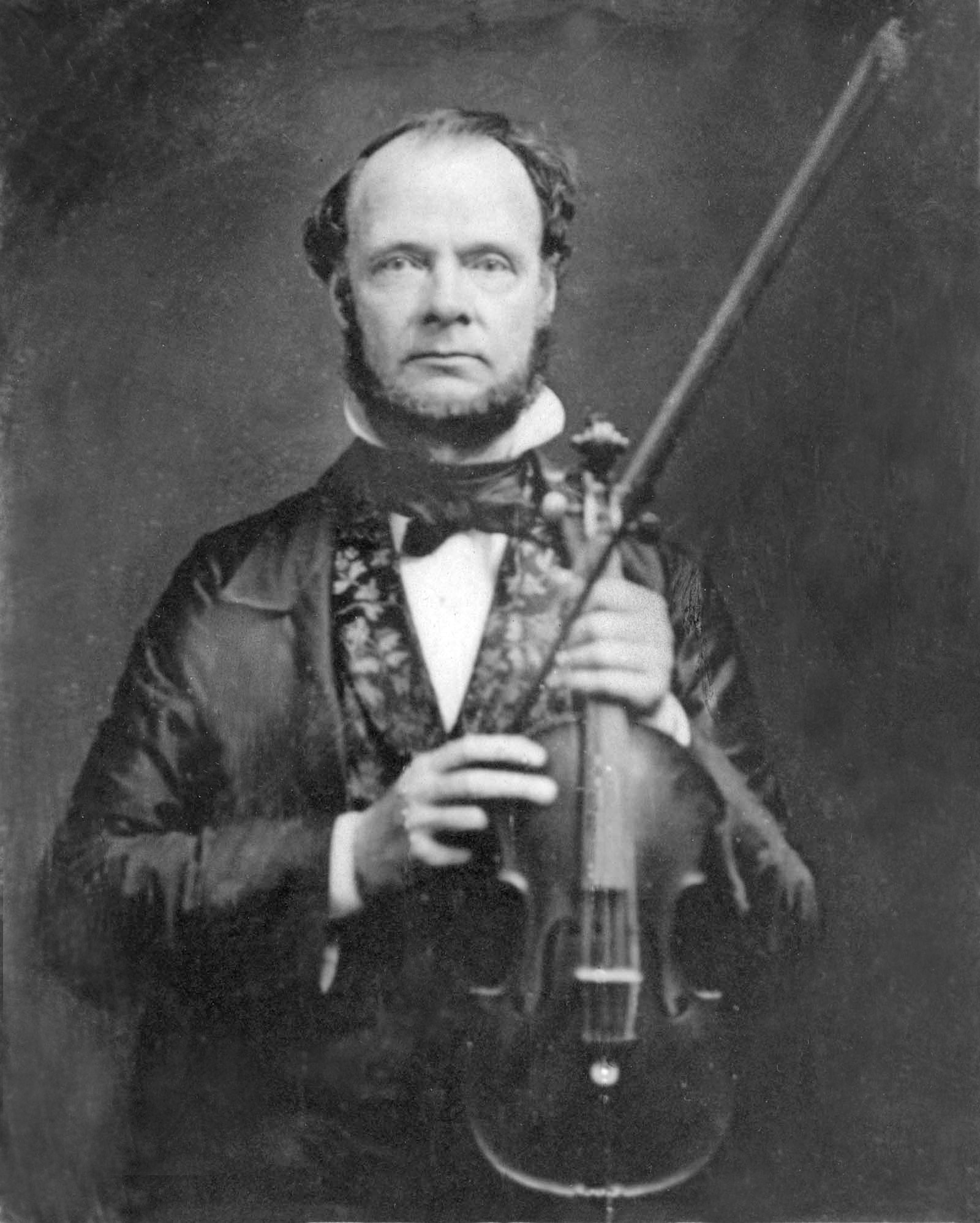
Ureli Corelli Hill

- Gustavo Dudamel (benoemd m.i.v. seizoen 2026-2027)[3]

Huidig
- Jaap van Zweden (2018-2024)[4][5][6]

Voormalig
- Alan Gilbert (2009-2017)
- Lorin Maazel (2002-2009)
- Kurt Masur (1991–2002)
- Zubin Mehta (1978–1991)
- Pierre Boulez (1971–1977)
- George Szell (1969–1970)
- Leonard Bernstein (1958–1969)
- Dimitri Mitropoulos (1949–1958)
- Leopold Stokowski (1949–1950)
- Bruno Walter (1947–1949)
- Artur Rodzinski (1943–1947)
- John Barbirolli (1936–1941)
- Arturo Toscanini (1928–1936)
- Willem Mengelberg (1922–1930)
- Ignatz Waghalter (1924–1925)
- Josef Stransky (1911–1923)
- Gustav Mahler (1909–1911)
- Wassili Safonow (1906–1909)
- Walter Damrosch (1902–1903)
- Emil Paur (1898–1902)
- Anton Seidl (1891–1898)
- Theodore Thomas (1877–1891)
- Leopold Damrosch (1876–1877)
- Carl Bergmann (1855–1876)
- Theodore Eisfeld (1848–1865)
- Ureli Corelli Hill (1842–1847)